# Соллаш, Ласло
Ласло Соллаш (венг. Szollás László; 13 ноября 1907 года, Будапешт, Венгрия — 4 октября 1980 года, Будапешт, Венгрия) — венгерский фигурист, выступавший в парном разряде. В паре с  Эмилией Роттер он — двукратный бронзовый призёр зимних Олимпийских игр в Лэйк-Плэсиде и Гармиш-Партенкирхене, трёхкратный  чемпион мира 1933 — 1935, чемпион Европы 1934, и шестикратный  чемпион Венгрии 1931 — 1936.
Ласло Соллаш воевал на Восточном фронте во время Второй мировой войны. Он попал в советский плен и провел четыре года в лагере в Сибири.

## Результаты выступлений
| Соревнования       | 1929 | 1930 | 1931 | 1932 | 1933 | 1934 | 1935 | 1936 |
| ------------------ | ---- | ---- | ---- | ---- | ---- | ---- | ---- | ---- |
| Олимпийские игры   |      |      |      | 3    |      |      |      | 3    |
| Чемпионаты мира    | 5    |      | 1    | 2    | 1    | 1    | 1    |      |
| Чемпионаты Европы  |      | 2    | 2    |      |      | 1    |      |      |
| Чемпионаты Венгрии |      |      | 1    | 1    | 1    | 1    | 1    | 1    |